# Elaphrus fuliginosus
Elaphrus fuliginosus är en skalbaggsart som beskrevs av Thomas Say 1834. Elaphrus fuliginosus ingår i släktet Elaphrus och familjen jordlöpare. Inga underarter finns listade i Catalogue of Life.